# Tuvalu mo te Atua
Tuvalu mo te Atua (în tuvaluană: Tuvalu pentru cel de Sus) este imnul național actual al Tuvalului, adoptat după independența în 1978. Muzica și versurile au fost scrise de Afaese Manoa.

## Versuri și traducere
| Tuvalu mo te Atua Ko te Fakavae sili, Ko te alu foki tena, O te manuia katoa; Loto lasi o fai, Tou malo saoloto; Fusi ake katoa Ki te loto alofa; Kae amo fakatasi Ate atu fenua. "Tuvalu mo te Atua" Ki te se gata mai! Tuku atu tau pulega Ki te pule mai luga, Kilo tonu ki ou mua Me ko ia e tautai. "Pule tasi mo ia" Ki te se gata mai, Ko tena mana Ko tou malosi tena. Pati lima kae kalaga Ulufonu ki te tupu. "Tuvalu ko tu saoloto" Ki te se gata mai! | Tuvalu pentru cel de Sus Sunt cuvintele pe care le zicem cele mai dragi, Atât poporul ca și liderii, Din Tuvalu că toți împărțim, Cunoștința că Dumnezeu, Domnește pe veci cerul sus, Și că noi în țara asta, Suntem uniți în iubirea lui. Noi fondăm pe o bază asigurată, Pentru că credem în legea mare a Dumnezeului; "Tuvalu pentru cel de Sus" Să fie cântecul nostru pentru totdeauna! Hai să încredințăm futurul nostru, Regelui la care ne rugăm, Cu ochiile noștri fixate ferm pe El El ne arată drumul. "O să domnim împreună cu El" Să fie cântecul nostru pentru totdeauna! Pentru că Dumnezeule atotputernic Este forța noastră de la coastă la coastă. Strigă tare cu veselie Pentru Regele care iubim. "Tuvalu liber și unit" Să fie cântecul nostru pentru totdeauna! |